# Аляуды
Аля́уды — сильно вытянутый полуостров в северо-восточной части Николаева (Украина), образованный крутыми разворотами реки Ингул. Длина около 5 километров, ширина не более 500 метров. Относится к Центральному району города. На территории полуострова раньше был расположен детский дом-интернат, а сейчас воинская часть, несколько частных дворов и сельскохозяйственные угодья.
В южной части имеется понтонный мост. В северной — вдоль железной дороги расположены садоводческие товарищества.
Полуостров Аляуды пользуется популярностью среди рыбаков. Берега крутые, местами переходящие в плавни.